# 2024年パリオリンピックのアルメニア選手団
2024年パリオリンピックのアルメニア選手団は、2024年7月26日から8月11日までフランスのパリで開催された2024年パリオリンピックのアルメニア選手団の名簿。

## 選手団
- 人員: 選手 15人

## メダル
| メダル | 選手名                     | 競技                 | 種目                     | 日付    |
| ------ | -------------------------- | -------------------- | ------------------------ | ------- |
| 銀     | アルトゥル・ダフチャン     | 体操                 | 男子跳馬                 | 8月4日  |
| 銀     | アルトゥル・アレクサニャン | レスリング           | 男子グレコローマン97kg級 | 8月7日  |
| 銀     | ヴァラズダト・ララヤン     | ウエイトリフティング | 男子+102kg級             | 8月10日 |
| 銅     | マルハス・アモヤン         | レスリング           | 男子グレコローマン77kg級 | 8月7日  |

## 種目別選手・スタッフ名簿及び成績

### 陸上
以下の選手が出場資格を獲得している。
- エルヴァンド・ムクルチャン（男子800m）

### ボクシング
以下の選手が出場資格を獲得している。
- ダヴィット・チャロヤン（男子スーパーヘビー級）

### 体操
以下の選手が出場資格を獲得している。
- アルトゥール・ダフチャン（男子個人総合）
- ヴァハグン・ダフチャン（男子個人総合）

### 射撃
以下の選手が出場資格を獲得している。
- エルミラ・カラペチャン（女子10mエアピストル）

### 競泳
以下の選手が出場資格を獲得している。
- アルトゥール・バルセギャン（男子100m自由形）
- ヴァルセニク・マヌチャリャン（女子100mバタフライ）

### ウエイトリフティング
以下の選手が出場資格を獲得している。
- アンドラニク・カラペチャン（男子89kg級）
- ガリク・カラペチャン（男子102kg級）
- ヴァラズダット・ララヤン（男子102kg超級）

### レスリング
以下の選手が出場資格を獲得している。
- アルセン・ハルチュニャン（男子フリースタイル57kg級）
- ヴァズゲン・テヴァニャン（男子フリースタイル65kg級）
- スラヴィク・ガルスチャン（男子グレコローマンスタイル67kg級）
- マルハス・アモヤン（男子グレコローマンスタイル77kg級）
- アルトゥール・アレクサニャン（男子グレコローマンスタイル97kg級）